# Đại học James Cook

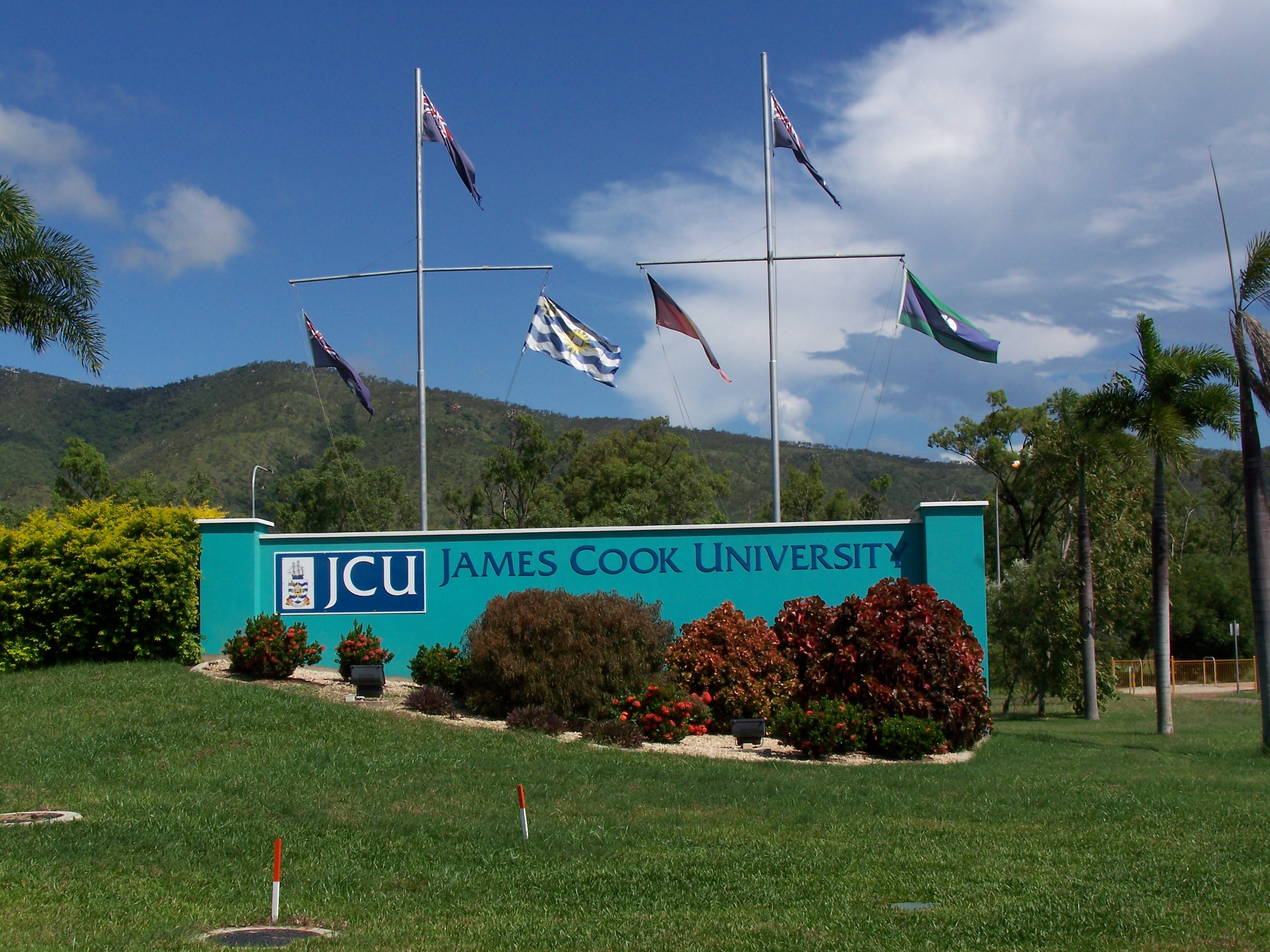
Cổng vào Đại học James Cook

Đại học James Cook Singapore thành lập năm 1961 với tên gọi University of Townsville như là thành viên của trường Đại học bang Queensland. Năm 1970, trường được chính thức thành lập với tên Đại học James Cook mang tên nhà thám hiểm người Anh James Cook tại Townsville, bang Qeensland, Úc. Năm 1987, trụ sở tại Cairns được thành lập và năm 2003 trụ sở tại Singapore được thành lập. Đến năm 2006, trụ sở tại thành phố Brisibane, thủ phủ bang Queensland được thành lập và phục vụ cho du học sinh quốc tế với chi phí học tập hợp lý và hình thức học tập được cải tiến nhất.
Số lượng sinh viên của trường tăng nhanh từ con số 500 vào năm 2003 đến con số 2000 vào năm 2010. JCU Singapore được xem là môi trường đa văn hóa với các thành phần sinh viên Singapore và quốc tế đến từ Trung Quốc, Ấn Độ, Đông Nam Á, châu Âu và Hoa Kỳ.

## Những thành tựu
Được công nhận là một trong những trường giảng dạy ngành Du lịch tốt nhất trên thế giới từ năm 1983 bởi Hiệp Hội Du lịch Toàn Cầu (World Tourism Organisation – WTO).
Trường là thành viên của các trường hàng đầu về Nghiên cứu Công nghệ Ứng Dụng Mới. (Innovative Research Universities – Australia)
Thường xuyên nằm trong nhóm 500 trường Đại học hàng đầu Thế giới về tiêu chuẩn Học thuật do trường Đại học Shanghai Jiao Tong xếp hạng hàng năm. Năm 2008 trường có sự tiến bộ vượt bậc và nằm trong nhóm 400 đồng thời nằm trong nhóm 100 trường hàng đầu tại khu vực châu Á – Thái Bình Dương.
Liên tục trong 2 năm 2006 và 2007 trường đạt giải thưởng Đơn vị xuất khẩu Giáo dục tốt nhất tại bang Queensland.
Năm 2007, 4 giảng viên của nhà trường được xếp hạng trong nhóm 50 chuyên gia nghiên cứu về Du lịch hàng đầu thế giới.
Năm 2008, 7 giảng viên của trường đạt được giải thưởng Quốc gia mang tên Carrick cho chất lượng giảng dạy tốt.

## Chuyên ngành đào tạo
- Thương mại quốc tế
- Du lịch quốc tế
- Marketing
- Quản trị
- Công nghệ thông tin
- Tâm lý học